# کل مک‌آنینچ
کَل مک‌آنینچ (انگلیسی: Cal MacAninch؛ زادهٔ ۲۴ نوامبر ۱۹۶۳) بازیگر اهل اسکاتلند است.
از فیلم‌ها یا مجموعه‌های تلویزیونی که وی در آن‌ها نقش داشته‌است، می‌توان ب وکلای مدافع، دانتون ابی، روز رستاخیز، فرانکی عزیز و کالیبر اشاره نمود.